# 橘園美術館
48°51′49.88″N 2°19′20.18″E / 48.8638556°N 2.3222722°E
橘園美術館（Musée de l'Orangerie），是一處展示印象派畫家及後印象派畫作的藝術館。它位於法國巴黎協和廣場，塞納河傍。
橘園美術館收集不少著名畫家的作品，包括有保羅·塞尚、亨利·馬蒂斯、阿美迪歐·莫蒂里安尼、克洛德·莫內、巴伯羅·畢卡索、皮耶-奧古斯特·雷諾瓦、亨利·盧梭、柴姆·苏丁、阿爾弗萊德·西斯萊及莫里斯·郁特里罗等。

## 歷史

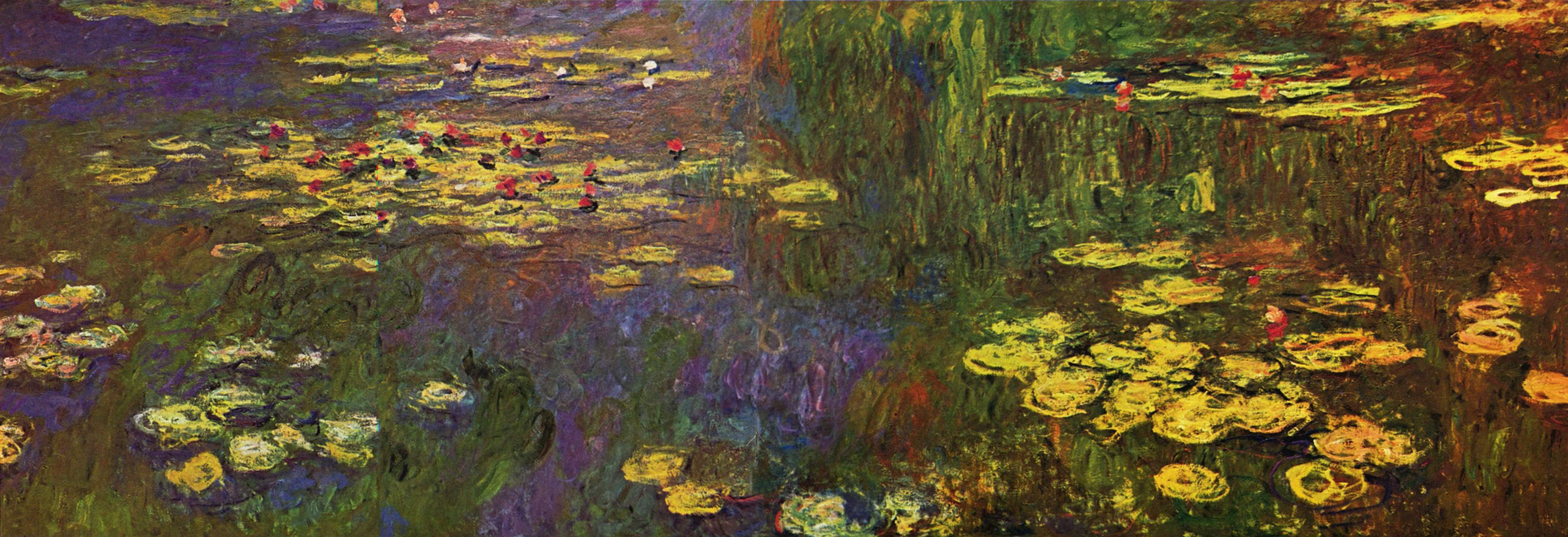
莫內的作品：《睡蓮》，又名《寧芙女神》（Nymphéas），1920-26